# Eléni Daniilídou
Eléni Daniilídou (grec moderne : Ελένη Δανιηλίδου, née le 19 septembre 1982 à la Canée, en Crète) est une joueuse de tennis grecque. 14e mondiale le 12 mai 2003, elle est à ce jour la deuxième meilleure joueuse de son pays depuis les débuts de l'ère Open en 1968, derrière María Sákkari.

## Carrière
Adepte du service-volée, elle est dotée d'un revers à une main particulièrement performant qu'elle exploite au mieux sur le gazon et les surfaces dures.
Professionnelle depuis 1996, elle devient en 2002 la première Grecque à s'imposer en simple sur le circuit WTA, à Bois-le-Duc. L'année suivante, elle atteint la finale du double mixte de l'Open d'Australie aux côtés de Todd Woodbridge.
Retombée au-delà de la 60e place mondiale en 2005 et 2006, elle peine à enchaîner les victoires. Elle s'impose néanmoins à l'Open de Corée, en octobre, face à l'expérimentée Ai Sugiyama, concluant sa saison au 36e rang, soit son plus haut niveau depuis presque deux ans.
Elle se maintient en 2007 parmi les quarante meilleures. En 2008, elle entame sa saison par un succès aux Internationaux d'Hobart, avant qu'une blessure ne vienne contrarier ses résultats. Essentiellement présente sur le circuit ITF en 2009 (trois finales : Midland, Westende, Athènes), elle parvient à retrouver les chemins des tournois du Grand Chelem en 2010, en sortant des qualifications à Wimbledon. Elle remporte le tournoi ITF d'Athènes début octobre, et gagne ses premiers matchs sur le circuit principal depuis presque deux ans à Linz, sortant notamment Dominika Cibulková et la locale Sybille Bammer. À Wimbledon, en 2011, elle gagne son premier match dans un Majeur depuis l'US Open 2007.
Absente des courts depuis juillet 2014, elle fait un retour sur le circuit début 2015 mais seulement dans des tournois ITF, dotés généralement de $10,000.
Eléni Daniilídou a remporté huit tournois à ce jour, dont trois en double dames. À trois reprises, elle a atteint les huitièmes de finale en simple en Grand Chelem.

## Palmarès

### Titres en simple dames
| No | Date       | Nom et lieu du tournoi                   | Catégorie | Dotation  | Surface      | Finaliste         | Score          |          |
| -- | ---------- | ---------------------------------------- | --------- | --------- | ------------ | ----------------- | -------------- | -------- |
| 1  | 17-06-2002 | Ordina Open, Bois-le-Duc                 | Tier III  | 170 000 $ | Gazon (ext.) | Elena Dementieva  | 3-6, 6-2, 6-3  | Parcours |
| 2  | 30-12-2002 | ASB Classic, Auckland                    | Tier IV   | 140 000 $ | Dur (ext.)   | Cho Yoon-jeong    | 6-4, 4-6, 7-62 | Parcours |
| 3  | 05-01-2004 | ASB Classic, Auckland                    | Tier IV   | 140 000 $ | Dur (ext.)   | Ashley Harkleroad | 6-3, 6-2       | Parcours |
| 4  | 25-09-2006 | Hansol Korea Tennis Championships, Séoul | Tier IV   | 145 000 $ | Dur (ext.)   | Ai Sugiyama       | 6-3, 2-6, 7-63 | Parcours |
| 5  | 06-01-2008 | Moorilla International, Hobart           | Tier IV   | 170 000 $ | Dur (ext.)   | Vera Zvonareva    | Forfait        | Parcours |

### Finale en simple dames
| No | Date       | Nom et lieu du tournoi | Catégorie | Dotation  | Surface    | Vainqueure        | Score         |          |
| -- | ---------- | ---------------------- | --------- | --------- | ---------- | ----------------- | ------------- | -------- |
| 1  | 09-09-2002 | Brasil Open, Bahia     | Tier II   | 650 000 $ | Dur (ext.) | Anastasia Myskina | 6-3, 0-6, 6-2 | Parcours |

### Titres en double dames
| No | Date       | Nom et lieu du tournoi            | Catégorie | Dotation  | Surface    | Partenaire         | Finalistes                           | Score            |          |
| -- | ---------- | --------------------------------- | --------- | --------- | ---------- | ------------------ | ------------------------------------ | ---------------- | -------- |
| 1  | 12-07-2004 | Bank of the West Classic Stanford | Tier II   | 585 000 $ | Dur (ext.) | Nicole Pratt       | Iveta Benešová Claudine Schaul       | 6-2, 6-4         | Parcours |
| 2  | 26-07-2010 | Istanbul Cup Istanbul             | Intern'l  | 220 000 $ | Dur (ext.) | Jasmin Wöhr        | Maria Kondratieva Vladimíra Uhlířová | 6-4, 1-6, [11-9] | Parcours |
| 3  | 12-09-2011 | Tashkent Open Tachkent            | Intern'l  | 220 000 $ | Dur (ext.) | Vitalia Diatchenko | Lyudmyla Kichenok Nadiia Kichenok    | 6-4, 6-3         | Parcours |

### Finales en double dames
| No | Date       | Nom et lieu du tournoi                  | Catégorie | Dotation  | Surface         | Vainqueures                          | Partenaire          | Score             |          |
| -- | ---------- | --------------------------------------- | --------- | --------- | --------------- | ------------------------------------ | ------------------- | ----------------- | -------- |
| 1  | 28-04-2003 | J&S Cup Varsovie                        | Tier II   | 700 000 $ | Terre (ext.)    | Liezel Huber Magdalena Maleeva       | Francesca Schiavone | 3-6, 6-4, 6-2     | Parcours |
| 2  | 16-02-2004 | Proximus Diamond Games Anvers           | Tier II   | 585 000 $ | Moquette (int.) | Cara Black Els Callens               | Myriam Casanova     | 6-2, 6-1          | Parcours |
| 3  | 06-06-2005 | DFS Classic Birmingham                  | Tier III  | 200 000 $ | Gazon (ext.)    | Daniela Hantuchová Ai Sugiyama       | Jennifer Russell    | 6-2, 6-3          | Parcours |
| 4  | 30-10-2006 | Gaz de France Stars Hasselt             | Tier III  | 175 000 $ | Moquette (int.) | Lisa Raymond Samantha Stosur         | Jasmin Wöhr         | 6-2, 6-3          | Parcours |
| 5  | 24-09-2007 | Hansol Korea Tennis Championships Séoul | Tier IV   | 145 000 $ | Dur (ext.)      | Chuang Chia-Jung Hsieh Su-Wei        | Jasmin Wöhr         | 6-2, 6-2          | Parcours |
| 6  | 06-01-2008 | Moorilla International Hobart           | Tier IV   | 170 000 $ | Dur (ext.)      | Anabel Medina Virginia Ruano Pascual | Jasmin Wöhr         | 6-2, 6-4          | Parcours |
| 7  | 25-04-2011 | Estoril Open Estoril                    | Intern'l  | 220 000 $ | Terre (ext.)    | Alisa Kleybanova Galina Voskoboeva   | Michaëlla Krajicek  | 6-4, 6-2          | Parcours |
| 8  | 15-07-2013 | Nürnberger Gastein Ladies Bad Gastein   | Intern'l  | 235 000 $ | Terre (ext.)    | Sandra Klemenschits Andreja Klepač   | Kristina Barrois    | 6-1, 6-4          | Parcours |
| 9  | 22-07-2013 | Baku Cup Bakou                          | Intern'l  | 235 000 $ | Dur (ext.)      | Irina Buryachok Oksana Kalashnikova  | Aleksandra Krunić   | 4-6, 7-63, [10-4] | Parcours |

### Finale en double mixte
| No | Date       | Nom et lieu du tournoi    | Catégorie | Dotation    | Surface    | Vainqueures                      | Partenaire      | Score    |          |
| -- | ---------- | ------------------------- | --------- | ----------- | ---------- | -------------------------------- | --------------- | -------- | -------- |
| 1  | 13-01-2003 | Australian Open Melbourne | G. Chelem | 4 838 625 $ | Dur (ext.) | Martina Navrátilová Leander Paes | Todd Woodbridge | 6-4, 7-5 | Parcours |

## Parcours en Grand Chelem

### En simple dames
| Année | Open d'Australie                                     | Open d'Australie                                   | Internationaux de France                           | Internationaux de France                         | Wimbledon                                             | Wimbledon         | US Open            | US Open            |
| ----- | ---------------------------------------------------- | -------------------------------------------------- | -------------------------------------------------- | ------------------------------------------------ | ----------------------------------------------------- | ----------------- | ------------------ | ------------------ |
| 2001  | —                                                    | —                                                  | Q3 \|\| style="text-align:left" \| Eva Bes-Ostariz | 2e tour (1/32)                                   | Amélie Mauresmo                                       | 3e tour (1/16)    | Monica Seles       |                    |
| 2002  | 3e tour (1/16)                                       | Jennifer Capriati                                  | 2e tour (1/32)                                     | Kim Clijsters                                    | 4e tour (1/8)                                         | Jennifer Capriati | 1er tour (1/64)    | Henrieta Nagyová   |
| 2003  | 4e tour (1/8)                                        | Serena Williams                                    | 3e tour (1/16)                                     | Patty Schnyder                                   | 2e tour (1/32)                                        | Mary Pierce       | 1er tour (1/64)    | Myriam Casanova    |
| 2004  | 3e tour (1/16)                                       | Mara Santangelo                                    | 1er tour (1/64)                                    | Marlene Weingärtner                              | 1er tour (1/64)                                       | Magüi Serna       | 4e tour (1/8)      | Shinobu Asagoe     |
| 2005  | 1er tour (1/64)                                      | Venus Williams                                     | 1er tour (1/64)                                    | Sofia Arvidsson                                  | 3e tour (1/16)                                        | Flavia Pennetta   | 1er tour (1/64)    | Maria Sharapova    |
| 2006  | 1er tour (1/64)                                      | Patty Schnyder                                     | 1er tour (1/64)                                    | Ai Sugiyama                                      | 1er tour (1/64)                                       | Peng Shuai        | 2e tour (1/32)     | Li Na              |
| 2007  | 1er tour (1/64)                                      | Aiko Nakamura                                      | 1er tour (1/64)                                    | Olga Puchkova                                    | 2e tour (1/32)                                        | Lucie Šafářová    | 2e tour (1/32)     | Alona Bondarenko   |
| 2008  | 1er tour (1/64)                                      | Tathiana Garbin                                    | —                                                  | —                                                | —                                                     | —                 | 1er tour (1/64)    | Peng Shuai         |
| 2009  | Q2 \|\| style="text-align:left" \| Vania King        | —                                                  | —                                                  | —                                                | —                                                     | —                 | —                  |                    |
| 2010  | Q2 \|\| style="text-align:left" \| Yvonne Meusburger | Q1 \|\| style="text-align:left" \| Madison Brengle | 1er tour (1/64)                                    | Aleksandra Wozniak                               | Q1 \|\| style="text-align:left" \| Vitalia Diatchenko |                   |                    |                    |
| 2011  | Q2 \|\| style="text-align:left" \| Anne Kremer       | 1er tour (1/64)                                    | Jill Craybas                                       | 2e tour (1/32)                                   | Ana Ivanović                                          | 1er tour (1/64)   | Michaëlla Krajicek |                    |
| 2012  | 2e tour (1/32)                                       | Julia Görges                                       | 1er tour (1/64)                                    | Caroline Wozniacki                               | 1er tour (1/64)                                       | Bojana Jovanovski | 1er tour (1/64)    | Ekaterina Makarova |
| 2013  | 2e tour (1/32)                                       | Victoria Azarenka                                  | Q2 \|\| style="text-align:left" \| Vera Dushevina  | Q2 \|\| style="text-align:left" \| Irina Falconi | 1er tour (1/64)                                       | M. L. de Brito    |                    |                    |
| 2014  | Q1 \|\| style="text-align:left" \| Nastassja Burnett | —                                                  | —                                                  | —                                                | —                                                     | —                 | —                  |                    |

À droite du résultat, l’ultime adversaire.

### En double dames
| Année | Open d'Australie              | Open d'Australie           | Internationaux de France     | Internationaux de France    | Wimbledon                    | Wimbledon                  | US Open                      | US Open                   |
| ----- | ----------------------------- | -------------------------- | ---------------------------- | --------------------------- | ---------------------------- | -------------------------- | ---------------------------- | ------------------------- |
| 2002  | 3e tour (1/8) Alicia Molik    | Lisa Raymond Rennae Stubbs | -                            | -                           | -                            | -                          | -                            | -                         |
| 2003  | 1er tour (1/32) Caroline Vis  | M. Bartoli M. Sharapova    | 3e tour (1/8) Rita Grande    | Kim Clijsters Ai Sugiyama   | 1er tour (1/32) Rita Grande  | Liezel Huber M. Maleeva    | 1er tour (1/32) Rita Grande  | Émilie Loit F. Schiavone  |
| 2004  | 1er tour (1/32) Rita Grande   | L. Davenport C. Morariu    | 1er tour (1/32) F. Zuluaga   | M. Bartoli Émilie Loit      | 1er tour (1/32) K. Srebotnik | J. Russell M. Santangelo   | 2e tour (1/16) K. Srebotnik  | J. Husárová C. Martínez   |
| 2005  | 1/4 de finale Nicole Pratt    | A. Myskina V. Zvonareva    | 1er tour (1/32) Els Callens  | Nadia Petrova Shaughnessy   | 2e tour (1/16) Nicole Pratt  | Ana Ivanović Tina Križan   | 1er tour (1/32) J. Russell   | Lisa Raymond S. Stosur    |
| 2006  | 1er tour (1/32) Anabel Medina | M. Krajicek Ágnes Szávay   | 1/2 finale Anabel Medina     | Lisa Raymond S. Stosur      | 1/4 de finale Anabel Medina  | V. Ruano Paola Suárez      | -                            | -                         |
| 2007  | 3e tour (1/8) Jasmin Wöhr     | Cara Black Liezel Huber    | 2e tour (1/16) Jasmin Wöhr   | Lisa Raymond S. Stosur      | 2e tour (1/16) Jasmin Wöhr   | Peng Shuai Yan Zi          | 2e tour (1/16) Jasmin Wöhr   | Ágnes Szávay V. Uhlířová  |
| 2008  | 1er tour (1/32) Jasmin Wöhr   | Sania Mirza Alicia Molik   | -                            | -                           | -                            | -                          | 1er tour (1/32) Jasmin Wöhr  | V. Dushevina Dzehalevich  |
| 2010  | -                             | -                          | 1er tour (1/32) Hsieh Su-Wei | Petra Kvitová S. Vögele     | 1er tour (1/32) Jasmin Wöhr  | I. Benešová B. Z. Strýcová | 1er tour (1/32) T. Pironkova | Chan Yung-Jan Zheng Jie   |
| 2011  | 2e tour (1/16) Kaia Kanepi    | Liezel Huber Nadia Petrova | 1er tour (1/32) Darija Jurak | A.-L. Grönefeld P. Schnyder | 1er tour (1/32) A. Brianti   | Chan Yung-Jan M. Niculescu | 2e tour (1/16) Polona Hercog | Vania King Y. Shvedova    |
| 2012  | 1er tour (1/32) A. Panova     | Sania Mirza Elena Vesnina  | 2e tour (1/16) Mandy Minella | Bratchikova E. Gallovits    | 1er tour (1/32) Arantxa Rus  | E. Makarova Elena Vesnina  | 1er tour (1/32) C. Dellacqua | Liezel Huber Lisa Raymond |
| 2013  | 1er tour (1/32) C. McHale     | A. Hlaváčková L. Hradecká  | -                            | -                           | -                            | -                          | 1er tour (1/32) A. Panova    | Hsieh Su-Wei Peng Shuai   |
| 2014  | -                             | -                          | -                            | -                           | 1er tour (1/32) Naomi Broady | Raquel Kops A. Spears      | -                            | -                         |

Sous le résultat, la partenaire ; à droite, l’ultime équipe adverse.

### En double mixte
| Année | Open d'Australie              | Open d'Australie         | Internationaux de France      | Internationaux de France    | Wimbledon                    | Wimbledon              | US Open                     | US Open                |
| ----- | ----------------------------- | ------------------------ | ----------------------------- | --------------------------- | ---------------------------- | ---------------------- | --------------------------- | ---------------------- |
| 2003  | Finale T. Woodbridge          | Navrátilová Leander Paes | -                             | -                           | -                            | -                      | 2e tour (1/8) Chris Haggard | Cara Black Wayne Black |
| 2005  | 1er tour (1/16) T. Woodbridge | Navrátilová Max Mirnyi   | -                             | -                           | -                            | -                      | -                           | -                      |
| 2006  | -                             | -                        | -                             | -                           | 2e tour (1/16) Chris Haggard | V. Zvonareva Andy Ram  | -                           | -                      |
| 2007  | 2e tour (1/8) Chris Haggard   | S. Stosur Leander Paes   | 1er tour (1/16) Jürgen Melzer | M. Santangelo Simon Aspelin | 1er tour (1/32) Yves Allegro | S. Bammer Łukasz Kubot | -                           | -                      |

Sous le résultat, le partenaire ; à droite, l’ultime équipe adverse.

## Parcours en «Premier Mandatory» et «Premier 5»
Découlant d'une réforme du circuit WTA inaugurée en 2009, les tournois WTA « Premier Mandatory » et « Premier 5 » constituent les catégories d'épreuves les plus prestigieuses, après les quatre levées du Grand Chelem.

### En simple dames
| Année |              | Premier Mandatory            | Premier Mandatory          | Premier Mandatory | Premier Mandatory             |       | Premier 5 | Premier 5                   | Premier 5  | Premier 5 | Premier 5                  | Premier 5 | Premier 5 |
| Année | Indian Wells | Miami                        | Madrid                     | Pékin             |                               | Dubaï | Rome      | Canada                      | Cincinnati | Tokyo     | Tokyo                      |           |           |
| Année | Indian Wells | Miami                        | Madrid                     | Pékin             | Doha                          |       | Rome      | Canada                      | Cincinnati | Tokyo     | Tokyo                      |           |           |
| Année | Indian Wells | Miami                        | Madrid                     | Pékin             |                               |       | Rome      | Canada                      | Cincinnati | Tokyo     | Tokyo                      |           |           |
| 2010  |              | 1er tour (1/64) J. Craybas   |                            |                   |                               |       |           |                             |            |           |                            |           |           |
| 2011  |              |                              |                            |                   | 1er tour (1/32) D. Hantuchová |       |           |                             |            |           | 1er tour (1/32) S. Stosur  |           |           |
| 2012  |              | 1er tour (1/64) S. Arvidsson | 1er tour (1/64) A. Wozniak |                   |                               |       |           |                             |            |           | 2e tour (1/16) S. Williams |           |           |
| 2013  |              |                              |                            |                   |                               |       |           | 1er tour (1/32) L. Šafářová |            |           |                            |           |           |

Sous le résultat, l’ultime adversaire.

### En double dames
| Année                    | Premier Mandatory | Premier Mandatory | Premier Mandatory | Premier Mandatory | Premier Mandatory | Premier Mandatory          | Premier Mandatory | Premier Mandatory | Premier 5 | Premier 5                 | Premier 5         | Premier 5            | Premier 5         | Premier 5              | Premier 5               | Premier 5            | Premier 5       | Premier 5  | Premier 5 | Premier 5 | Premier 5 | Premier 5 |
| Année                    | Indian Wells      | Indian Wells      | Miami             | Miami             | Madrid            | Madrid                     | Pékin             | Pékin             | Dubaï     | Dubaï                     | Doha              | Doha                 | Rome              | Rome                   | Canada                  | Canada               | Cincinnati      | Cincinnati | Tokyo     | Tokyo     | Wuhan     | Wuhan     |
| ------------------------ | ----------------- | ----------------- | ----------------- | ----------------- | ----------------- | -------------------------- | ----------------- | ----------------- | --------- | ------------------------- | ----------------- | -------------------- | ----------------- | ---------------------- | ----------------------- | -------------------- | --------------- | ---------- | --------- | --------- | --------- | --------- |
| 2011                     |                   |                   |                   |                   |                   |                            |                   |                   |           |                           |                   |                      |                   |                        |                         |                      |                 |            |           |           |           |           |
| —                        | —                 | —                 | —                 | —                 | —                 | 1er tour (1/16) Koryttseva | Kops-Jones Spears | —                 | —         |                           |                   | 1er tour (1/16) Wöhr | Petrova Rodionova | 1er tour (1/16) Hercog | Llagostera Parra        | 2e tour (1/8) Hercog | Huber Raymond   | —          | —         |           |           |           |
| 2012                     |                   |                   |                   |                   |                   |                            |                   |                   |           |                           |                   |                      |                   |                        |                         |                      |                 |            |           |           |           |           |
| 1er tour (1/16) Janković | Begu Martínez     | —                 | —                 | —                 | —                 | —                          | —                 |                   |           | 1er tour (1/16) Niculescu | Kops-Jones Spears | —                    | —                 | 1er tour (1/16) Babos  | Pavlyuchenkova Šafářová | 1/4 de finale Peng   | Srebotnik Zheng | —          | —         |           |           |           |
| 2013                     |                   |                   |                   |                   |                   |                            |                   |                   |           |                           |                   |                      |                   |                        |                         |                      |                 |            |           |           |           |           |
| —                        | —                 | —                 | —                 | —                 | —                 | —                          | —                 |                   |           | 2e tour (1/8) Barrois     | Errani Vinci      | —                    | —                 | —                      | —                       | —                    | —               | —          | —         |           |           |           |

N.B. : le nom de la partenaire se trouve sous le résultat ; le nom des ultimes adversaires se trouve à droite.

## Parcours aux Jeux olympiques

### En simple dames
| # | Date       | Nom de l'olympiade           | Surface    | Résultat        | Ultime adversaire | Score    |          |
| - | ---------- | ---------------------------- | ---------- | --------------- | ----------------- | -------- | -------- |
| 1 | 19/09/2000 | Olympic Tennis Event Sydney  | Dur (ext.) | 1er tour (1/32) | Anastasia Myskina | 6-1, 7-5 | Parcours |
| 2 | 15/08/2004 | Olympic Tennis Event Athènes | Dur (ext.) | 3e tour (1/8)   | Anastasia Myskina | 7-5, 6-4 | Parcours |
| 3 | 11/08/2008 | Olympic Tennis Event Pékin   | Dur (ext.) | 1er tour (1/32) | Virginie Razzano  | 6-3, 6-3 | Parcours |

### En double dames
| # | Date       | Nom de l'olympiade           | Surface    | Résultat        | Partenaire            | Ultimes adversaires                 | Score    |          |
| - | ---------- | ---------------------------- | ---------- | --------------- | --------------------- | ----------------------------------- | -------- | -------- |
| 1 | 15/08/2004 | Olympic Tennis Event Athènes | Dur (ext.) | 1er tour (1/16) | Christina Zachariadou | Amélie Mauresmo Mary Pierce         | 7-5, 6-1 | Parcours |
| 2 | 11/08/2008 | Olympic Tennis Event Pékin   | Dur (ext.) | 1er tour (1/16) | Ánna Yerasímou        | Emmanuelle Gagliardi Patty Schnyder | 6-0, 6-4 | Parcours |

## Classements WTA en fin de saison
| Année          | 2000 | 2001 | 2002 | 2003 | 2004 | 2005 | 2006 | 2007 | 2008 | 2009 | 2010 | 2011 | 2012 | 2013 | 2014 | 2015 | 2016 | 2017 |
| Rang en simple | 320  | 82   | 22   | 26   | 34   | 70   | 36   | 43   | 149  | 160  | 167  | 90   | 100  | 189  | 386  | 706  | 797  | 1185 |
| Rang en double | -    | 170  | 95   | 63   | 46   | 50   | 22   | 54   | 169  | 98   | 84   | 60   | 91   | 79   | 135  | 779  | 485  | 853  |

Source : (en) Classements de Eléni Daniilídou sur le site officiel de la Fédération internationale de tennis